# Sedum pedicellatum
Sedum pedicellatum là một loài thực vật có hoa trong họ Crassulaceae. Loài này được Boiss. & Reut. miêu tả khoa học đầu tiên năm 1842.